# Jakov Orčić
Jakov Orčić (Subotica, 1924. – Zagreb, 1984.), hrvatski pjesnik iz Vojvodine, poniknuo na stranicama subotičkog lista Hrvatska riječ (izlazio od 1945. do 1956., isprve kao dnevni list, potom kao tjednik) i časopisa Rukovet. Poeziju objavljuje od 1953. godine. Svojim stihova uvršten je u antologiju poezije bunjevačkih Hrvata iz 1971., prof. Geze Kikića, u izdanju Matice hrvatske.
U svojim pjesmama ima suvremeni, moderni pjesnički izraz i oblik.

## Djela
- 3 X 20, Subotica, 1957., zbirka pjesama, zajedno s Ivanom Pančićem i Antom Zolnaićem.
- Začeće gorčine, Subotica, 1971., zbirka pjesama, tiskana kao dodatak časopisa za književnost, umjetnost i društvena pitanja Rukovet, 7. – 8., 1971.

## Vanjske poveznice
- Antologija poezije bunjevačkih Hrvata  Arhivirana inačica izvorne stranice od 15. travnja 2008. (Wayback Machine)